# Sammlung Schiffman-Binda-Bonardo
Die Sammlung Schiffman-Binda-Bonardo war eine Sammlung von Wachsfiguren und -modellen, die 2001 aufgelöst und versteigert wurde. Sie umfasste etwa 350 Stücke, die zusammen mehr als zehn Tonnen wogen, und dürfte als Privatsammlung medizinischer Wachsmodelle einmalig gewesen sein.

## Medizinische Wachsmodelle
Vor der Einführung von Techniken wie Röntgenaufnahmen oder Ultraschalluntersuchungen waren Wachsmodelle zur Ausbildung angehender Ärzte unverzichtbar. Sie wurden hauptsächlich in Deutschland und Frankreich angefertigt und an die entsprechenden Einrichtungen in ganz Europa verkauft. Neben anatomischen Modellen, die den Normalzustand des menschlichen Körpers oder auch bestimmte Krankheitssymptome abbildeten, wurden auch Figuren hergestellt, die besondere Missbildungen einzelner Menschen dokumentierten.

## Geschichte der Sammlung

### Léonce Schiffman
Der Schweizer Maler Léonce Schiffman trug die wächsernen Nachbildungen menschlicher Körper und Körperteile im späten 19. und frühen 20. Jahrhundert zusammen. Woher die einzelnen Stücke stammen, ist nicht sicher. Die meisten dürften in Deutschland angefertigt worden sein und ursprünglich zur Ausbildung von Medizinern gebraucht worden sein. Schiffman erwarb möglicherweise auch Stücke, die von entsprechenden Museen aussortiert worden waren.
Während des Ersten Weltkrieges gelangte die Sammlung von Deutschland in die Schweiz; der Transportwagen soll als Tarnung für den deutschen Geheimdienst gedient haben. Schiffman zeigte die Wachsmodelle jahrelang auf Wanderausstellungen in der Schweiz.

### Lily Binda und William Bonardo
Lily (Augustine) Binda, die nächste Besitzerin der Sammlung, war eine der wenigen Frauen im Showgeschäft mit Abnormitäten im frühen 20. Jahrhundert. Sie bereiste vor dem Erwerb der Wachsfiguren mit einem „Elefantenmann“ aus Algerien, einem „Löwenmenschen“, der den herkömmlichen Namen Lionel trug, den Riesen Atlas und Bertha, einer kuhköpfigen Frau und einem Wesen, das den Kopf einer Frau und die Arme eines Oktopus hatte, und anderen außergewöhnlichen Erscheinungen die Jahrmärkte und stellte diese Spiele der Natur zur Schau.
Ab den 1960er Jahren waren solche Darbietungen in Europa nicht mehr erwünscht und Lily Binda beschränkte sich darauf, mit der Wachsfigurensammlung auf Tour zu gehen. Um die Attraktivität zu steigern, führte sie mehrere große Jahrmarktorgeln mit. Die Wanderausstellung wurde als Humains Mystères angepriesen. Binda selbst stellte ihr reisendes Wachsfigurenkabinett in einem Interview als seriöse, bildende Einrichtung dar, die nicht das Ziel habe, die Sensationslust der Besucher zu befriedigen. Sie wirke vielmehr eher ernüchternd und stimme die Betrachter nachdenklich.
Tatsächlich setzte sie mit ihren Tourneen eine Tradition fort, die um die Mitte des 19. Jahrhunderts ihren Anfang genommen hatte. Wanderausstellungen hatten damals der Volksbelehrung und -erziehung, speziell auf dem Gebiet der Gesundheit und Hygiene, gedient.
Lily Binda starb in den 1980er Jahren und die Sammlung wurde in Collombey-Muraz eingelagert. Im Dezember 2001 ließ ihr Witwer William Bonardo einen Teil der Wachsmodelle bei Christie’s versteigern.

## Besondere Stücke
Auf der Auktion bei Christie’s kam unter anderem eine Serie von 16 präparierten menschlichen Gehirnen vom Embryonal- bis zum Erwachsenenstadium zum Verkauf, die die Entwicklung des Gehirns veranschaulichen sollte, ebenso eine umfangreiche Serie von Figuren, die den Verlauf einer Schwangerschaft vom Moment der Empfängnis bis zur Geburt darstellen, zahlreiche weitere Modelle zum Thema Schwangerschaft, insbesondere auch unter Berücksichtigung von Mehrlingsschwangerschaften, ferner das Modell eines in Stockholm geborenen zyklopischen Kindes. Das präparierte Vorbild befindet sich im Königlichen Anatomischen Museum in Stockholm. Ein Set, bestehend aus einem gesunden und einem vom Alkoholkonsum beeinträchtigten Magen sowie der Büste einer vom Alkohol gezeichneten Frau war ebenso unter den versteigerten Exponaten wie die Nachbildungen von Geschlechtsorganen mit den Symptomen verschiedener Geschlechtskrankheiten, das Modell einer Frau, an der ein Kaiserschnitt vorgenommen wurde, zahlreiche Darstellungen weiterer Operationen, darunter die Rekonstruktion einer Nase aus Haut von der Stirn des Verunglückten, aber auch Kuriosa wie das Modell eines Unterleibs mit angelegtem Keuschheitsgürtel oder Gliedmaßen mit Spuren mittelalterlicher Foltermethoden. Ferner befand sich in der Sammlung das Modell einer Hand, deren einzelne Teile mit den Versicherungssummen ausgezeichnet waren, die man bei Verlust der Glieder zu erwarten hatte. Nach dieser Aufstellung wurde man für den Verlust der ganzen Hand mit 7000 Mark entschädigt, für die einzelnen Finger wurden Werte zwischen 4900 Mark für den Daumen und 300 Mark für den kleinen Finger angegeben.
Ein Wachsmodell von italienischen siamesischen Zwillingen dürfte, obwohl die Namen nicht genannt werden, die Brüder Giovanni Battista und Giacomo Tocci im Alter von etwas mehr als drei Jahren darstellen.

## Verbleib einzelner Stücke
Bevor die Sammlung aufgelöst wurde, wurde sie im Herbst 2001 noch einmal auf Betreiben der Fondation Louist-Jeantet in der Ausstellung Corps en cire - corps en scène in Genf gezeigt.
Drei Modelle von Beinen, an denen Geschwüre als Folgen einer Syphilisinfektion zu sehen sind, befinden sich heute im Science Museum London. Sie dürften aus der Zeit um 1910/1920 stammen. Ein überlebensgroßer phrenologischer Kopf sowie das ganzfigürliche anatomische Modell eines Mannes in Schauvitrine befinden sich heute im Bestand des Deutschen Historischen Museum Berlin. Die Kaiserschnittdarstellung aus der Zeit um 1870 wurde nach dem Verkauf zumindest noch einmal durch Abbildung öffentlich gemacht, ebenso die lebensgroße Figur einer Frau mit einer Eileiterschwangerschaft.